# Поццуоли
Поццуо́ли (итал. Pozzuoli, неап. Pezzulo) — город-порт на берегу одноимённой бухты Неаполитанского залива в Италии,  в Метрополии города Неаполь, в области Кампания, в центре знаменитой зоны сейсмической активности (см. «Флегрейские поля»).  
Покровителем населённого пункта считается св. Прокл из Поццуоли, его день ежегодно празднуется 16 ноября. 
Ранее город назывался Дикеархией (как город Великой Греции) и Путеолами (после основания римской колонии в 194 году до н. э.).

## История
Древнегреческая колония в Великой Греции Дикеархия (др.-греч. Δικαιαρχία, «город справедливости») была основана около 531 / 520 гг. до н. э. самоссцами — политическими беженцами тирании Поликрата. Вскоре Дикеархия попала под влияние соседней Кумы, для которой стала главным портом. В 421 г. до н. э. город был захвачен самнитами. После Самнитских войн IV в. до н. э. Дикеархия вместе с остальной Кампанией попала под власть Римской республики. В 214 г. до н.э. Дикеархия успешно выстояла осаду Ганнибала. В 194 г. до н. э. римляне учредили в Дикеархии римскую колонию, переименовав город в Путео́лы (лат. Puteoli). Название города появилось или от слова puteus (колодец), или — от латинского глагола puteo (дурно пахнуть), связанного с тем, что поблизости от города ощущался неприятный запах сероводородных испарений, идущий от вулканического кратера Сольфатара на Флегрейских полях. 
Близость Путеол к Аппиевой дороге и Капуе вскоре превратили город в крупный торговый порт. 
После падения Римской империи землетрясения и угроза вулканических извержений вынудила жителей перебраться в близлежащий Неаполь. Часть древнего города из-за сейсмической активности ныне лежит под водой и исследуется морскими археологами.
Уже в древности Поццуоли был соединён с Неаполем туннелем, прорытым под прибрежной скалой, который вызывал изумление путешественников, включая П. А. Толстого, писавшего в 1698 году:
И, выехав из города Неаполя, видел вещь предивную: сделана дорога под землею шириною сажен пяти, а вышиною в одном конце от Неаполя тот проезд под землею сажень шести, а в другом конце ниже, а длиною тое дороги или проезду под землею будет с пятьсот сажень. В средине того проезду темнота великая и в день, для того что та дорога просечена сквозь великую гору каменную; и для светлости на средине тое дороги зделано вверх малое окно, однако ж от того окна светлости там мало.

## Достопримечательности
Останки античного города — термы, рынок, некрополь с расписанными погребальными камерами — сравнительно хорошо сохранились. Среди них первое место принадлежит амфитеатру Флавиев, одному из крупнейших в древнем мире. Развалины рынка в туристических буклетах проходят как храм Сераписа. Сполии из храма Августа были использованы при возведении в Средние века собора св. Прокла.
В окрестностях города можно посмотреть на появившийся в XVI веке вулкан Монте-Нуово и вулканический кратер Сольфатара, время от времени выбрасывающий серные пары.
Поццуоли дал название знаменитым пуццоланам, эруптивным породам, из которых древние римляне изготавливали цементирующийся раствор для строительного бетона.

## Города-побратимы
- Ялта[4] (ранее 1986)
- Айос-Димитриос, Греция (1986)
- Щецин, Польша (1993)
- Таррагона, Испания (2003)